# Bayliss Levrett
Bayliss Levrett (Jacksonville (Florida), 14 februari 1914 - Reno (Nevada), 13 maart 2002) was een Amerikaans Formule 1-coureur. Hij reed in 1949 en 1950 de Indianapolis 500, maar viel in beide races uit. Hij overleed op de leeftijd van 88 na een lang gevecht met de ziekte van Alzheimer.